# 维克多·崔
維克多·羅伯托維奇·崔（俄语：Ви́ктор Ро́бертович Цой，羅馬化：Viktor Robertovich Tsoi，俄語發音：[ˈvʲikt̪ər ˈrobʲɪrt̪əvʲɪtɕ ˈtsoi̯]；1962年6月21日—1990年8月15日），蘇聯高麗族1980年代摇滾樂手，电影乐队队长。
崔被視為俄羅斯摇滾音樂的先鋒。即使到現在，在前蘇聯加盟共和國裡仍然有眾多忠實歌迷。在俄羅斯音樂界歷史上，幾乎沒有任何歌手可以比崔以及他所屬的电影乐队更具有影響力。崔也貢獻了大量的音樂以及電影作品，包括10張專輯。
1990年8月15日，因疲勞駕駛，在蘇聯拉脫維亞圖庫姆斯發生車禍喪生。得年28歲。

## 早期生活
崔出生在蘇聯列寧格勒（現今俄羅斯聖彼得堡）。他是家中唯一的孩子。母親瓦蓮京娜·瓦西里耶夫娜·崔（Валентина Васильевна Цой，1937年1月8日出生於蘇聯列寧格勒 – 2009年11月28日卒於俄羅斯聖彼得堡）是俄羅斯人學校的老師，父親羅伯特·馬克西莫維奇·崔（Роберт Максимович Цой，최동열 (崔東烈)，1938年5月5日出生於哈薩克的克孜勒奧爾達，現今哈薩克共和國境內）是一名高麗人工程師。崔的曾祖父崔永南（최용남，1893年–1917年）來自朝鮮咸鏡北道城津市（現今朝鮮民主主義人民共和國金策市）。 
1974年到1977年間，崔在列寧格勒的謝羅夫藝術學院學習。但在1977年15歲那年被學院以成績低落為由開除。據RT報導稱，校方認為搖滾樂會對學習造成負面的影響。

## 演藝生涯
17歲那年，崔開始嘗試寫歌。在20世紀70年代到80年代，搖滾樂在列寧格勒只能受限於地下演出; 在當時，都是莫斯科的明星能稱霸整個排行榜，並且擁有極高的媒體曝光率。蘇聯政府也並不歡迎搖滾樂，因此搖滾樂團總是獲得很少的資金贊助，也沒有任何媒體想要接觸。但這個時候，崔已經開始在一些派對上表演他的作品。
崔時常參加在列寧格勒舉辦的搖滾樂手地下音樂會。在一次鲍里斯·格列宾希科夫的個人音樂會結束後，在彼得宮城回去列寧格勒的通勤火車上，崔向格列宾希科夫表演了他的兩首歌。當時格列宾希科夫在列寧格勒的地下搖滾界也有相當的聲望，他對於崔的搖滾天賦感到印象深刻，並決定開始幫助崔組一個屬於他自己的樂團。這是崔在搖滾音樂生涯的開始。

## 电影乐队的成立
在當時，列寧格勒搖滾俱樂部是少數幾個可以公開演奏搖滾樂的場所之一。1982年的年度搖滾音樂會中，崔開始了他的舞台演唱處女作。他與他的兩位團員演唱了Aquarium，創新的歌詞以及音樂打動了觀眾。
對於為何引領這麼大的風潮，崔表示音樂的主要問題是沒有人願意冒險，所以他想要嘗試作出之前人們從來沒有聽過的音樂，而他成功了。接著他找了幾位成員組成了电影乐队。他們開始在崔的公寓中錄製了的他們的專輯，他們的音樂很快的流傳在列寧格勒的大街小巷，以至於全國，都受到了非常大的歡迎。

## 第一張專輯
1982年，Kino發行了第一張地下專輯《45》。裡面的一些歌曲首次表達了崔對於政治方面的看法，而許多音樂家也開始跟著群起效尤。在他的一首歌「通勤列車」（"Commuter Train"）中，描寫了一個男人困在一列火車中，而火車正帶領著他往他不想去的地方。由於歌詞很明顯的在隱喻蘇聯的生活，這首歌很快的就被蘇聯政府禁止播放以及現場表演。然而，歌詞中表達的政治意涵，也讓許多反國家社會體制的年輕人將目光轉向了維克多·崔以及电影乐队。同年，崔遇見了他的妻子Marianna Rodovanskaya並在1985年結婚。兩人與有一子。在維克多過世之後，Rodovanskaya成為了他歌曲的產權人，直到2005年癌症過世為止。
在列寧格勒第二搖滾俱樂部演唱的時候，电影乐队藉著表演，展現了更多崔對於政府的立場。他的反戰歌曲"我宣佈我的家鄉...[無核區]" . 帶領著樂團贏得比賽。這首歌受到相當大的歡迎，尤其成千上萬當時在阿富汗戰爭期間生活的蘇聯年輕人。部分消息宣稱，崔藉口自己有精神疾病來逃避兵役。然而在病歷保密條款下，這個消息的正確與否始終沒有被證實。

## 戈巴契夫時期

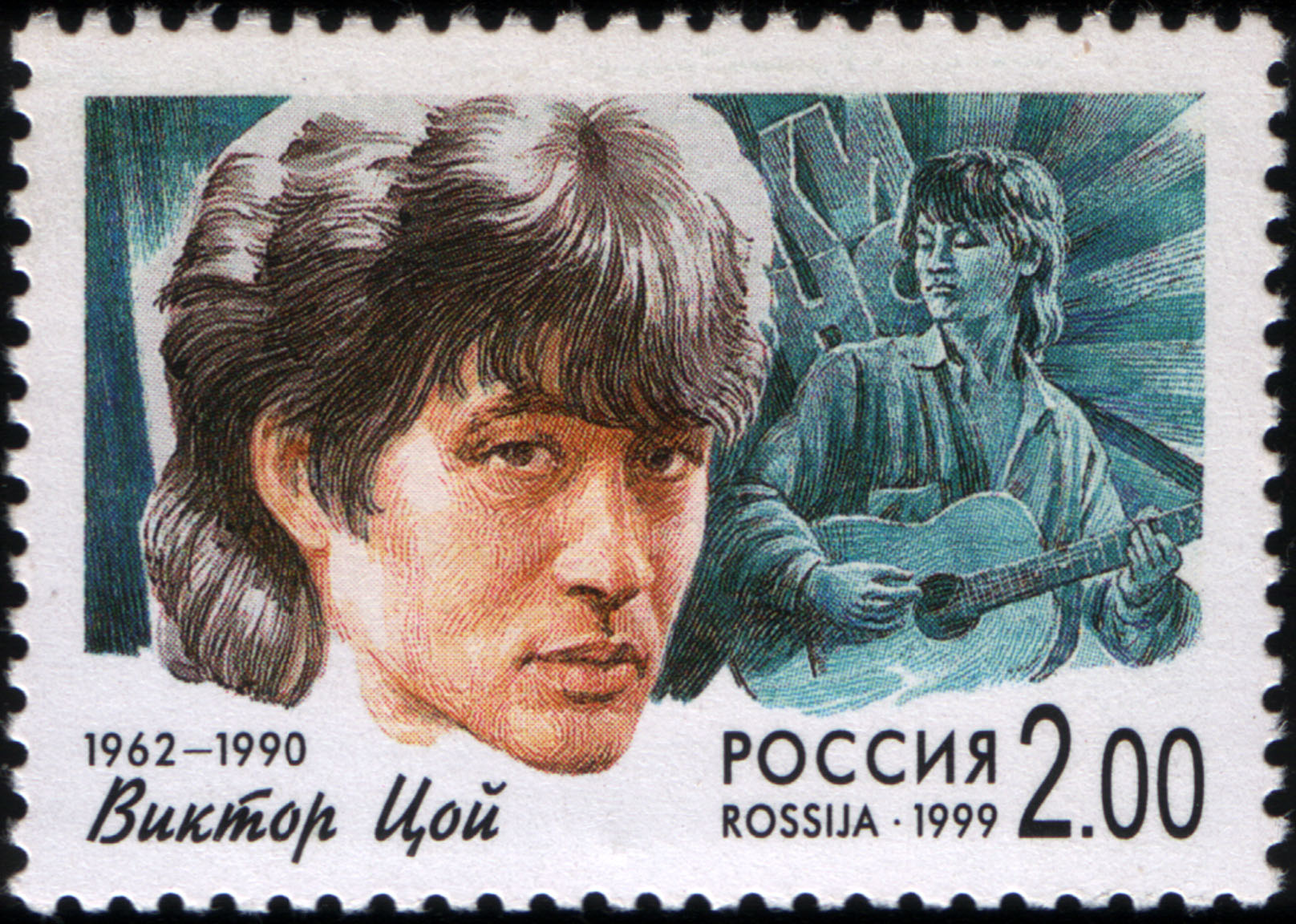
俄羅斯在1999年發行的紀念郵票

1985年，在蘇聯媒體還沒有注意到电影乐队的時候，戈巴契夫被任命為蘇共總書記，此時蘇聯正面臨社會以及經濟問題，需要作出改革。政府決定鬆綁對媒體的限制，允許搖滾樂團的消息出現在報章雜誌上以及在電視上播出。1986年，崔趁著當時社會開放的氛圍以及大眾的想法，發表了名為"[我們期待]改變！" 的歌曲，呼籲年輕世代應該在目前的體制下要求改變，以及將电影乐队的名字傳到全國的各個角落。

## 聲名大噪
1987年是电影乐队突破性的一年。他們發表了名叫血液型（俄語：Группа Крови）、 同時也被稱為「Kinomania」的第五張專輯。在當時開放的政治氛圍下，崔被允許製作像是這類提到政治方面的歌曲，這在以往的蘇聯是不可能發生的。專輯中大部份的曲目是針對蘇聯年輕人，告訴他們應該要試圖掌握以及改變這個國家。一些歌曲也與這個充斥社會問題而日漸衰敗的國家進行對話。專輯的音樂以及歌詞，讓崔成為了蘇聯年輕人心目中的英雄，Kino也成為了當時最受歡迎的樂團。一些蘇聯加盟共和國的歌迷將原來俄語的歌詞翻譯成本地的語言。接下來的幾年，崔也在幾個著名的電影中擔綱演出，並且在電影節時，前往美國宣傳他的電影。電影中也穿插了他們的歌曲，他們的歌曲大多以批判政府為主題，更進一步助長了樂隊的知名度。虽然崔成為了巨星，他仍然過著相對普通的生活。許多人對於他還持續做著成名之前在公寓大樓鍋爐室的工作感到相當訝異。崔表示他喜歡這份工作，而且他也需要錢來維持樂團的運作，因為他們並沒有受到政府的援助，以及他們的專輯是藉由「秘密出版物」的方式免費發送到全國各處。這讓崔更受到人們的歡迎，他們認為崔是腳踏實地而且是認同他們的。1988-1989年間，崔到了義大利、丹麥和法國作巡迴演出。电影乐队最輝煌的時刻在1990年，在莫斯科盧日尼基體育場所舉辦的演唱會，將近62000名歌迷參與，這也是蘇聯最成功的搖滾樂團一次重大的勝利。

## 電影演出
1987年，Kino以及其他一些搖滾樂團在谢尔盖·索洛维约夫所執導的Assa (Асса)電影中飾演他們自己。
1988年，崔主演了一部由拉希德·努格马诺夫執導、亞歷山大·巴拉諾夫以及Bakhyt Kilibayev所編著的劇情片The Needle。崔擔任男主角。電影的劇情圍繞在男主角莫羅身上。莫羅回去哈薩克阿拉木圖要討回一筆債務，陰錯陽差下遇到了前女友迪娜，並發現迪娜已經染上了嗎啡毒癮。他決定幫助迪娜戒掉毒癮，並且與當地的販毒集團進行戰鬥。但莫羅最後發現，醫生竟然就是讓迪娜染上毒癮的黑手黨成員。
電影的配樂及原聲帶由崔的电影乐队負責，在音樂搭配著後現代的曲折以及超現實的場景下，有助於電影的整體感。此電影也在1989年2月在蘇聯上映。

## 巨星殞落
1990年8月14日，崔在拉脫維亞完成了下一張專輯的錄音準備工作，為了要讓他的團員能夠錄製配樂，他選擇當天結束釣魚旅行開車返回列寧格勒。8月15日凌晨，他駕駛著Aleko轎車, 行經圖庫姆斯郊區的Sloka – 塔尔西公路時，與205號伊凱洛斯巴士發生高速對撞。崔幾乎是當場死亡，他所駕駛的汽車被撞成一團廢鐵而且一個輪胎下落不明。調查結果認為，崔在駕車前的48小時內並沒有喝酒，可能是疲勞駕駛所造成的一場悲劇。 崔本來要帶著他的兒子一起去釣魚旅行，但後來兒子並沒有跟隨他一塊去拉脫維亞。
8月17日，蘇聯主要報紙之一的共青團真理報對全國青年作出了有關崔以及其想法的評論：
维克多·崔所帶給全國青年的影響更甚於任何一位政治家、名人以及作家。這是因為他從來不欺騙也不出賣別人，他勇於做自己，要不相信他是不可能的...崔是一個純粹的Rocker，他的大眾形象與他的真實生活並沒有什麼不同，他以他唱出的方式生活著。维克多·崔是搖滾界最後的英雄。
為了下一張專輯、紀錄崔最後聲音的磁帶後來被修復，並由其餘Kino的團員繼續完成這張專輯。專輯被命名為《Black Album》，是為了紀念逝去的人。這張專輯也成為樂團最受歡迎的創作。

## 文化影響

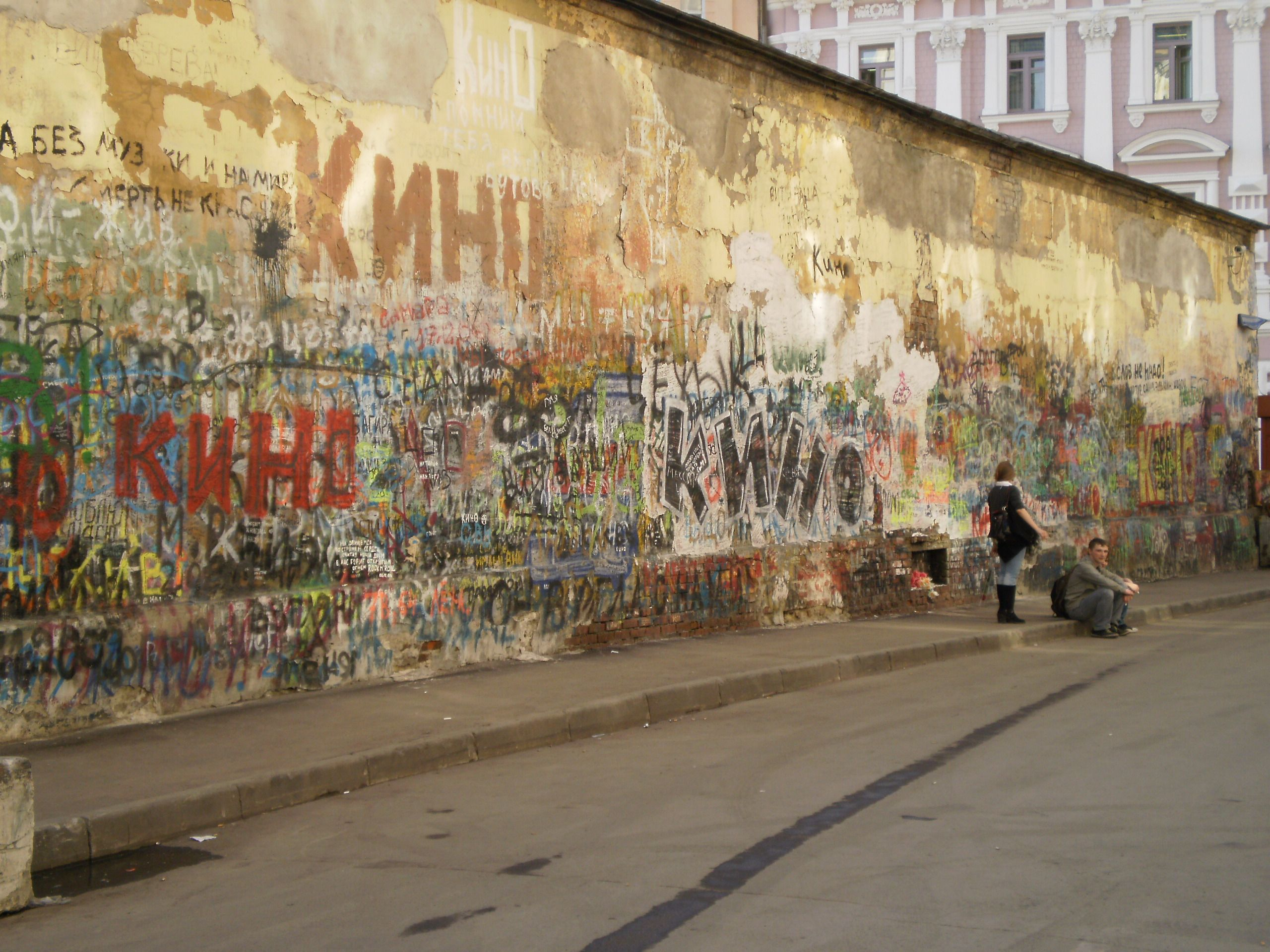
在莫斯科阿爾巴特區的「維克多·崔之牆』

电影乐队在蘇聯音樂界以及社會的影響是十分巨大的，該樂團所推出的音樂以及歌詞，是以往蘇聯歌手不曾或是不敢創作出來的。Kino打開了俄羅斯現代搖滾的大門，至今在俄羅斯全國各處仍然可以看到电影乐队的身影，從聖彼得堡被塗鴉的柵欄到莫斯科阿爾巴特區的「崔牆」。2010年，俄羅斯一些頂尖的搖滾樂團聚集起來，並以他們的想法闡述崔的歌曲，來紀念崔的48歲冥誕。
阿妮塔·崔1997年第一張專輯"Полёт" ("Flight")中的同名歌曲"Полёт" ("Flight")，被認為是阿妮塔的成名代表作。專輯大部份的歌曲都有搖滾風格，是為紀念他的專輯。 
崔的歌曲"Группа крови"在電玩遊戲「俠盜獵車手4」中，在遊戲裡面虛構的海參崴廣播電台播放著。
韓國搖滾樂團「尹度玹樂隊(YB)」有演出過崔的歌曲 "Группа крови"。
2012年6月21日，google在首頁Google Doodle製做了「維克多·崔之牆」來紀念崔的50歲冥誕。
維克多·安，原名安賢洙，俄羅斯韓裔短道滑冰選手。安賢洙入籍俄羅斯時，取了「維克多」一名，正是向崔致敬。